# Bogi Thorarensen Melsteð
Bogi Thorarensen Melsteð, född 4 maj 1860 i Klausturhólum, död 12 november 1929, var en isländsk historiker. 
Melsteð blev magister i historia 1890 och var 1893–1903 assistent på Rigsarkivet i Köpenhamn. Han skrev Íslendinga saga (en historia om Island, tre band, 1903–1920) och flera andra historiska arbeten.